# Сахель (заповедник)

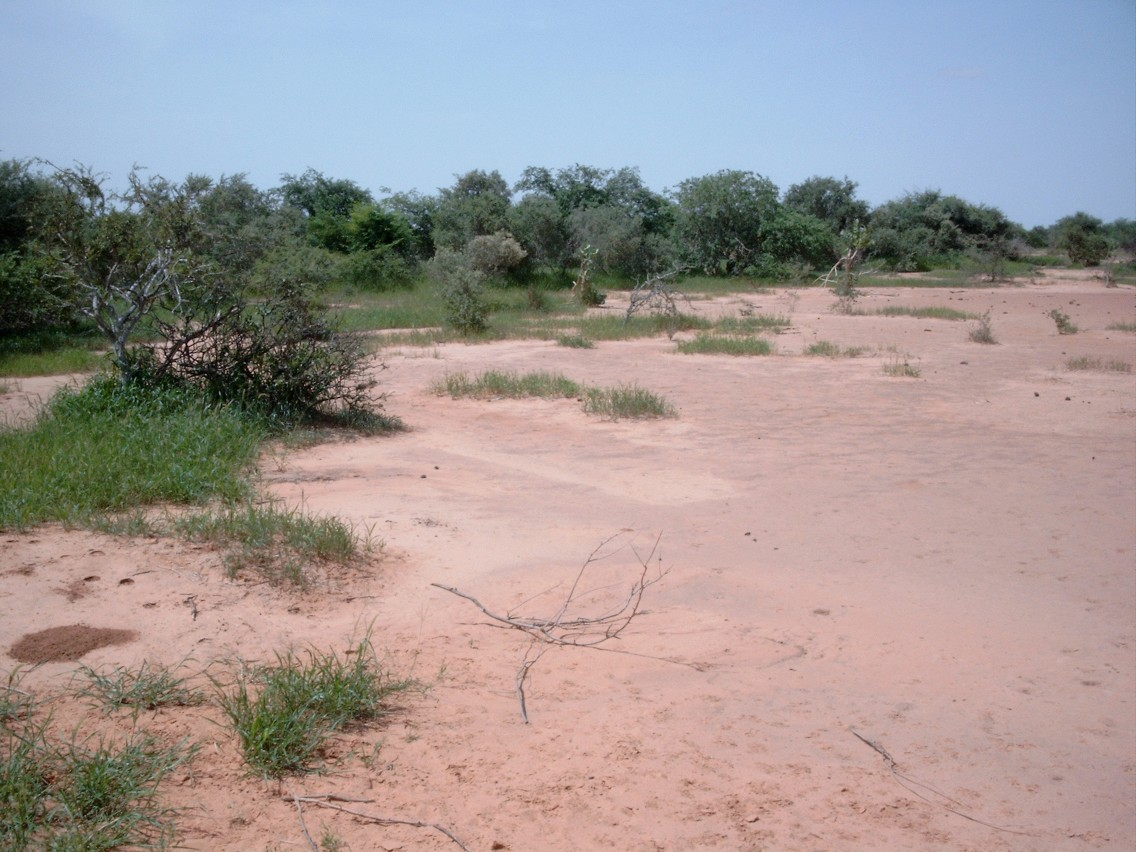

Сахель (англ. Sylvo-Pastoral and Partial Faunal Reserve of the Sahel) — заповедник в Буркина-Фасо.
Заповедник расположен на севере страны, в области Сахель. Площадь его составляет 16 тысяч км² и он является крупнейшим заповедником в Буркина-Фасо. Образован в 1970 году.
Несмотря на защитный статус, значительная часть территории заповедника интенсивно используется местными жителями для выпаса скота. В то же время в северо-западной части резервата имеются значительные нетронутые районы, покрытые тигровым бушем и дюнами. В заповеднике находятся сезонно пересыхающие озёра Урси, Йомболи, Даркой и Киси, имеющие большое значение как места зимовки перелётных птиц. В резервате насчитывается также более 350 видов растений.